# Madonna tra i santi Girolamo e Dorotea
La Madonna tra i santi Girolamo e Dorotea è un dipinto a olio su tela (58,5x86,5 cm) di Tiziano, databile al 1516 circa e conservato nella Kelvingrove Art Gallery and Museum a Glasgow.

## Storia e descrizione
L'opera proviene dalla collezione McLellan. Già assegnata alla scuola di Tiziano, magari a suo fratello Francesco Vecellio o a Polidoro Lanzani, in tempi più recenti è stata prevalentemente ricondotta all'autografia del maestro, anche per via di un'incisione che la riferisce a lui del Le Fébre (1680).
Il formato a sviluppo prevalentemente orizzontale è tipico della produzione della prima maturità di Tiziano e dell'ambiente veneto di quegli anni. In un ombroso paesaggio campestre, presso alcuni alberi, la Madonna col Bambino sta seduta e porge il figlio a san Girolamo, a destra, mentre a sinistra sta seduta, quasi di spalle, santa Dorotea con fiori tra le mani.
La posa di Maria potrebbe derivare dalla Madonna Esterhazy di Raffaello.